# Moonrise
Moonrise – drugi album studyjny południowokoreańskiej grupy Day6, wydany 6 grudnia 2017 roku przez JYP Entertainment. Był promowany przez singel „I Like You” (kor. 좋아합니다). Album jest częścią projektu Every DAY6. Płyta zawiera 18 utworów, w tym 10 piosenek wydanych od lipca do listopada.
Album sprzedał się w liczbie 53 052 egzemplarzy (stan na grudzień 2018 roku).

## Lista utworów
| CD  | CD                                                                                            | CD              | CD                                                                      | CD                                       | CD      |
| Nr  | Tytuł utworu                                                                                  | Tekst           | Kompozycja                                                              | Aranżacja                                | Długość |
| --- | --------------------------------------------------------------------------------------------- | --------------- | ----------------------------------------------------------------------- | ---------------------------------------- | ------- |
| 1.  | „Better Better”                                                                               | Young K         | Hong Ji-sang, Lee Woo-min "Collapsedone", Jae, Sungjin, Young K, Wonpil | Hong Ji-sang, Lee Woo-min "Collapsedone" | 3:31    |
| 2.  | „Johahabnida” (kor. 좋아합니다, ang. I Like You)                                              | Young K         | Hong Ji-sang, Lee Woo-min "Collapsedone", Jae, Sungjin, Young K, Wonpil | Hong Ji-sangL, ee Woo-min "Collapsedone" | 3:57    |
| 3.  | „Joheungeol mwo eotteokhae” (kor. 좋은걸 뭐 어떡해, ang. What Can I Do)                       | Young K         | Hong Ji-sang, Lee Woo-min "Collapsedone", Jae, Sungjin, Young K, Wonpil | Hong Ji-sang, Lee Woo-min "Collapsedone" | 3:52    |
| 4.  | „Namgyeodulge” (kor. 남겨둘게, ang. I'll Remember)                                            | Young K         | Hong Ji-sang, Lee Woo-min "Collapsedone", Jae, Sungjin, Young K, Wonpil | Hong Ji-sang, Lee Woo-min "Collapsedone" | 3:54    |
| 5.  | „Nollae!” (kor. 놀래!, ang. Whatever!)                                                        | Young K         | Hong Ji-sang, Lee Woo-min "Collapsedone", Jae, Sungjin, Young K, Wonpil | Hong Ji-sang, Lee Woo-min "Collapsedone" | 3:16    |
| 6.  | „Be Lazy”                                                                                     | Young K         | 220, Young K                                                            | 220                                      | 3:14    |
| 7.  | „Hi Hello”                                                                                    | Young K         | Hong Ji-sang, Lee Woo-min "Collapsedone", Jae, Sungjin, Young K, Wonpil | Hong Ji-sang, Lee Woo-min "Collapsedone" | 3:52    |
| 8.  | „I Loved You”                                                                                 | Young K         | Hong Ji-sang, Lee Woo-min "Collapsedone", Jae, Sungjin, Young K, Wonpil | Hong Ji-sang, Lee Woo-min "Collapsedone" | 3:54    |
| 9.  | „Geureohdeoragoyo” (kor. 그렇더라고요, ang. When You Love Someone)                            | Young K         | Hong Ji-sang, Lee Woo-min "Collapsedone", Jae, Sungjin, Young K, Wonpil | Hong Ji-sang, Lee Woo-min "Collapsedone" | 3:46    |
| 10. | „Honjaya” (kor. 혼자야ang. All Alone)                                                         | Young K         | Hong Ji-sang, Jae, Sungjin, Young K, Wonpil                             | Hong Ji-sang                             | 3:44    |
| 11. | „Ssodajinda” (kor. 쏟아진다, ang. Pouring)                                                    | Young K         | Hong Ji-sang, Lee Woo-min "Collapsedone", Jae, Sungjin, Young K, Wonpil | Hong Ji-sang, Lee Woo-min "Collapsedone" | 4:05    |
| 12. | „Nugunga piryohae” (kor. 누군가 필요해, ang. I Need Someone)                                  | mr.cho, Young K | mr.cho, Young K, Jae Do-gi                                              | mr.cho, Jae Do-gi                        | 3:38    |
| 13. | „Noryeokhaebolgeyo” (kor. 노력해볼게요, ang. I'll Try)                                        | mr.cho, Wonpil  | mr.cho, Wonpil                                                          | mr.cho                                   | 3:41    |
| 14. | „Colors” (Final Ver.) (CD Only)                                                               | mr.cho, Day6    | Hong Jung-pyo, mr.cho, Park Kun-woo, Day6                               | mr.cho, Jun Jung-hoon                    | 4:16    |
| 15. | „Taeyang Cheoreom” (kor. 태양처럼, ang. Like the Sun) (Final Ver.) (CD Only)                  | Frants, Day6    | Frants, Day6                                                            | Frants                                   | 3:38    |
| 16. | „Isanghage Gyesog Irae” (kor. 이상하게 계속 이래, ang. Out of My Mind) (Final Ver.) (CD Only) | Day6            | Andrew Choi, 220, Day6                                                  | 220                                      | 3:12    |
| 17. | „Beoreusi Dwaesseo” (kor. 버릇이 됐어, ang. Habits) (Final Ver.) (CD Only)                    | mr.cho, Day6    | mr.cho, Park Kun-woo, Day6                                              | mr.cho, Park Kun-woo, Day6               | 3:25    |
| 18. | „Free Hage” (kor. Free하게) (Final Ver.) (CD Only)                                            | Naru, Day6      | Naru, Day6                                                              | Naru                                     | 3:08    |

## Notowania
| Lista                   | Najwyższa pozycja |
| ----------------------- | ----------------- |
| Gaon Weekly Album Chart | 2                 |
| Five Music (Tajwan)     | 3                 |
| Billboard World Albums  | 8                 |